# آب‌انبار اطرب
آب‌انبار اطرب مربوط به دوره قاجار است و در شهرستان نکا، روستای اطرب واقع شده و این اثر در تاریخ ۲۵ اسفند ۱۳۸۰ با شمارهٔ ثبت ۵۴۱۶ به‌عنوان یکی از آثار ملی ایران به ثبت رسیده است.